# 민롱현
민롱현(베트남어: Huyện Minh Long / 縣明隆)은 베트남 남중부 지방 꽝응아이성의 현이다.

## 지리
아래의 꽝응아이성의 현들과 각각 접경하고 있다.
- 북쪽은 뜨응이어현과 응이어하인현과 접한다.
- 동쪽은 응이어하인현과 접하고 있다.
- 서쪽은 선하현과 접하고 있다.
- 남쪽으로 바떠현과 접한다.

## 행정 구역
민롱현은 시진은 없고, 5사만을 관할하고 있다.

### 사
- 롱히엡사 (Xã Long Hiệp, 隆協社)
- 롱마이사 (Xã Long Mai, 隆枚社)
- 롱몬사 (Xã Long Môn, 隆門社)
- 롱선사 (Xã Long Sơn, 隆山社)
- 타인안사 (Xã Thanh An, 清安社)